# Bataille d'Ansar
Campagne de l'émir Melhen contre les Métoualis du Liban-Sud
La bataille d'Ansar est livrée au Liban-Sud en 1743. Les chiites (Métualis) de Jabal Amel refusant de payer l'impôt, le pacha de Saïda demande à l'émir chéhabite Melhem de marcher contre eux avec ses troupes. L'émir Melhem s'étant mis en campagne à la tête d'une armée importante, les Métoualis se soumettent aussitôt au pacha et promettant de régler les impôts et taxes impayés, sollicitent son pardon. Le pacha le leur accorde et donne l'ordre à Melhem d'arrêter son offensive, mais ce dernier refuse d'obtempérer et poursuit son avance. Les Métoualis organisent alors leur résistance et réunissent leurs troupes près du village d'Ansar où elles sont attaquées par les forces de l'émir. Les Métoualis sont écrasés et perdent près de 1 600 hommes dans les combats tandis qu'Ansar est incendiée et mise à sac.

## Sources
- Histoire du Liban, ouvrage collectif sous la direction de Boutros Dib, éditions Phiippe Rey, Paris, 2006,  (ISBN 2-84876-073-7)
- Histoire militaire des muqâta'a-s libanais à l'époque des deux émirats, tome 2, l'émirat Chéhabite (1698-1842), Yassine Soueid, publications de l'université libanaise, section des études historiques, Beyrouth, 1985